# Curaçaos damlandslag i fotboll
Curaçaos damlandslag i fotboll övervakas av Curaçaos fotbollsförbund. Innan Curaçao fick självstyre 2010 hette Nederländska Antillerna. När Curaçao fick självstyre från Nederländerna bytte laget namn.